# محمد المختار جنات
محمد المختار جنات (1930 قفصة –2021) كاتب تونسي، كتب المقالات و القصص القصيرة و الروايات وقصص الأطفال. من مؤسّسي نادي القصّة في بداية الستّينيّات إلى جانب البشير خريّف والعروسي المطوي ومصطفى الفارسي ومحمد الصالح الجابري وغيرهم.

## السيرة
جنات هو من مواليد سنة 1930 بولاية قفصة، تعلّم بالمدرسة الابتدائية بمسقط رأسه، ثم التحق بجامع الزيتونة، ومنه تحصّل على الشّهادة التحصيل في العلوم عام 1956، بدأ بالتدريس بالمدارس الابتدائية، ثم بمدرسة الإطارات بالحزب الحر الدستوري التونسي، وعيّن موظفًا بالمركز القومي البيداغوجي. ليلحق بعدها بوحدة المجلات التابعة للجامعة العربية قبل أن يحال على التقاعد.
اختص في كتابة المقالات الصحفية والقصة القصيرة والرّواية وقصص الأطفال والمسرحية والمسلسلات الإذاعية وله عديد الدراسات الأدبية.

## العضوية
عضو باتحاد الكتّاب التونسيين منذ تأسيسه وعضو كذلك بنادي القصّة بالوردية.

## مؤلفات

### الروائيات
- 1972–“أرجوان”
- 1973 – “نوافذ الزمن”
- 2007 – “عهد الأمان”
- 2008 – “حنايا زغوان”

### أخرى
1982 – “الفرجة في الثقب” 
1982 – “سطوح الغسيل” 
1993 – “قنديل باب منارة” 

## الوفاة
في 5 كانون الثاني 2021 تُوفي عن عمر يناهز 91 عامًا. وتقدّمت وزارة الشؤون الثقافية بأحرّ التعازي إلى عائلة الفقيد وإلى العائلة الأدبية والثقافية الوطنية الموسّعة.